# Black Clouds & Silver Linings
Black Clouds & Silver Linings é o décimo álbum de estúdio da banda de metal progressivo Dream Theater, lançado pela gravadora Roadrunner Records em 23 de Junho de 2009, é o ultimo album com o baterista Mike Portnoy que deixou a banda em 2010. O baterista Mike Portnoy e o guitarrista John Petrucci são produtores novamente, e ele foi mixado por Paul Northfield. O álbum foi lançado como CD único, edição especial com três discos com músicas experimentais e covers, e como disco de vinil LP. As músicas cover foram anunciadas seis semanas antes do lançamento do álbum.
| Críticas profissionais                                                      | Críticas profissionais |
| Avaliações da crítica                                                       | Avaliações da crítica  |
| Fonte                                                                       | Avaliação              |
| --------------------------------------------------------------------------- | ---------------------- |
| allmusic                                                                    | [ 2 ]                  |
| Metal Hammer                                                                | (positiva)             |
| Sputnik Music                                                               | [ 4 ]                  |
| Esta tabela precisa de ser acompanhada por texto em prosa. Consulte o guia. |                        |

## História
Dream Theater começou a trabalhar o álbum em outubro de 2008. Mike Pornoy descreveu o CD como "Um álbum do Dream Theater com "A Change of Seasons", "Octavarium", "Learning To Live", "Pull Me Under" e "The Glass Prison", tudo em um álbum."
Jordan Rudess comentou: "Estamos entrando em uma área um tanto gótica neste álbum. Não há nada como um coral legal e muito poderoso." Um vídeo será gravado em março para o primeiro single do álbum, "A Rite of Passage". Mike Portnoy confirmou em uma entrevista em 16 de março que "The Shattered Fortress"' será a última música da Alcoholics Anonymous Suite. Dream Theater também fará uma turnê mundial para promover o álbum e farão uma segunda Progressive Nation.
Em uma entrevista com Eddie Trunk, Portnoy disse que o álbum terá cerca de 75 minutos e consistirá de "4 épicos e 2 singles". Portnoy também confirmou que o criador da capa é Hugh Syme, o mesmo artista de Octavarium e Systematic Chaos.
Aproximadamente 40 dias antes da data oficial de lançamento do álbum, todas as músicas já se encontravam em sites e programas de compartilhamento de arquivos.

## Faixas
| N.º            | Título                                         | Letras         | Música                                            | Duração |  |
| 1.             | "A Nightmare to Remember"                      | John Petrucci  | Petrucci, Mike Portnoy, John Myung, Jordan Rudess | 16:10   |  |
| 2.             | "A Rite of Passage"                            | Petrucci       | Petrucci, Portnoy, Myung, Rudess                  | 8:36    |  |
| 3.             | "Wither"                                       | Petrucci       | Petrucci                                          | 5:25    |  |
| 4.             | "The Shattered Fortress" - XII. "Responsible"" | Portnoy        | Petrucci, Portnoy, Myung, Rudess                  | 12:49   |  |
| 5.             | "The Best of Times"                            | Portnoy        | Petrucci, Portnoy, Myung, Rudess                  | 13:09   |  |
| 6.             | "The Count of Tuscany"                         | Petrucci       | Petrucci, Portnoy, Myung, Rudess                  | 19:16   |  |
| Duração total: | Duração total:                                 | Duração total: | Duração total:                                    | 1:15:25 |  |

### Temática
- "A Nightmare to Remember" ("Um Pesadelo a ser Lembrado") — com letra escrita por John Petrucci, esta música descreve um acidente de automóvel do qual ele tomou parte quando era criança;
- "A Rite of Passage" ("Um Rito de Passagem") — o primeiro single de Black Clouds & Silver Linings. Mike Portnoy confirmou numa uma entrevista a Eddie Trunk que a versão do álbum, de oito minutos e meio, foi editada para cinco minutos e meio, para a versão do videoclipe, gravado no final de Março de 2009. Em uma entrevista, Jordan Rudess afirmou que a letra da música é baseada na Maçonaria. A música foi disponibilizada para download no site da Roadrunner Records por 24 horas em 5 de maio. O vídeo foi disponibilizado no dia 8 de maio;
- "Wither" ("Murchar") — fala sobre o processo de bloqueio criativo conhecido como writer's block;
- "The Shattered Fortress" ("A Fortaleza Estilhaçada") — finaliza a Suíte dos 12 Passos de Mike Portnoy e vazou na Internet no dia 17 de maio de 2009. O título da música é derivada de dois versos da música "The Glass Prison", "A shattered glass prison wall behind me" e "A long lost fortress". Alguns trechos de músicas anteriores foram revisitadas e reprisadas para concluir a suíte. Apresenta as últimas 3 partes (X, XI e XII).
- "The Best of Times" ("A Melhor das Épocas") — composta por Mike Portnoy como uma homenagem ao seu pai Howard, que lutava contra o câncer. Segundo Mike, ele não queria fazer uma música triste, mas algo que lembrasse os anos felizes que eles dois passaram juntos. Mike chegou a mostrar a música ao seu pai logo depois de finalizada; o pai de Mike morreu em 04/01/2009, enquanto a banda ainda trabalhava na gravação do álbum.[9]
- "The Count of Tuscany" ("O Conde de Toscana") — a letra, escrita por John Petrucci, fala sobre um episódio em que o guitarrista encontrou um conde quando estava na região da Toscana, na Itália.

## Integrantes
- James LaBrie – vocal
- John Myung – baixo
- John Petrucci – guitarra e vocal de apoio
- Mike Portnoy – bateria, percussão e vocal de apoio
- Jordan Rudess – teclado